# Zaleskie (obwód grodzieński)
Zaleskie (biał. Залескія; ros. Залесские) – wieś na Białorusi, w obwodzie grodzieńskim, w rejonie werenowskim, w sielsowiecie Żyrmuny. W XIX w. występowała także pod nazwą Stecewicze.
Dawniej okolica szlachecka. W dwudziestoleciu międzywojennym leżało w Polsce, w województwie nowogródzkim, w powiecie lidzkim, w gminie Żyrmuny.